# شهرستان بولدوم‌ساز
شهرستان بولدوم‌ساز (به ترکمنی: Boldumsaz etraby، بولدوُم‌ساز اطرابیٛ) یک شهرستان در ترکمنستان است که در استان داش‌اغوز واقع شده‌است.
شهرستان قوباداغ در تاریخ ۹ نوامبر ۲۰۲۲، با حکم مجلس ترکمنستان، منحل شده و اراضی آن به این شهرستان ملحق شد.

## تقسیمات اداری
شهرستان بولدوم‌ساز شامل دو شهر، یک شهرک، و نه شورای روستایی می‌باشد.
- شهرها (şäherler / شأهرلر)
  - بولدوم‌ساز (Boldumsaz / بوْلدوُم‌ساز)
  - قوباداغ (Gubadag / قوُباداغ)

- شهرک‌ها (şäherçeler / شأهرچه‌لر)
  - گوک‌چگه (Gökçäge / گؤک‌چأگه)

- شوراهای روستایی (oba geňeşlikleri / اوْبا گنگشلیکلری)
  - آلمه‌لیق (Almalyk / آلمالیٛق)
    - آلمه‌لیق (Almalyk / آلمالیٛق)
    - برکت‌لی (Bereketli / برکت‌لی)
    - بی‌طرفلیق (Bitaraplyk / بی‌طارتپلیٛق) ‌
    - ترکمنستان (Türkmenistan / توٚرکمنیستان)
    - چاروالر (Çarwalar / چاروالار)
    - سویگ‌بخشی (Söýegbagşy / سؤیگ‌باغشیٛ)
    - صحرا (Sähra / صأحرا)
    - گلزار (Gülzar / گوٚلزار)
    - یالقیم (Ýalkym / یالقیٛم)
    - اون ایل آبادان‌لیق (۱۰ سال آبادانی) (10 ýyl abadanlyk / اوْن ییٛل آبادان‌لیٛق)
    - آغزی‌بیرلیک (Agzybirlik / آغزیٛ‌بیرلیک)
    - تازه‌زمان (Täzezaman / تأزه‌زامان)
    - ‌ وطن (Watan / واطان)
    - یاشلیق (Ýaşlyk / یاشلیٛق)
    - یاغتی‌یول (Ýagtyýol / یاغتیٛ‌یوْل)

  - ‌ رواج‌لیق (Rowaçlyk / روْاچ‌لیٛق) 
    - بختیارلیق (Bagtyýarlyk / باغتیٛیارلیٛق)
    - قالداو (Galdaw / قالداو
    - کول‌ساقا (Kölsaka / کؤل‌ساقا)

- - زحمت‌کش (Zähmetkeş / زأحمت‌کش) ‌ 
    - آلتین‌عصر (Altyn asyr / آلتیٛن‌عاصیٛر)
    - آیلاق‌لی (Aýlakly / آیلاق‌لیٛ)
    - بوزیَر (Bozýer / بوْزیَر)
    - قره‌ایلغین (Garaýylgyn / قاراییٛلغیٛن)

  - عشق‌آباد (Aşgabat / آشغابات)
    - برکت (Bereket / برکت)
    - تازه‌گویچ (Täzegüýç / تأزه‌گوٚیچ)
    - تقیه‌داش (Tahýadaş / تاحیاداش)
    - چیگ‌اوی (Çigoý / چیگ‌اوْی)
    - یالدیراوی (Ýaldyroý / یالدیٛراوْی)
    - یوپک‌یولی (Ýüpek ýoly / یوٚپک‌یوْلیٛ)

  - قاراش‌سیزلیق (Garaşsyzlyk / قاراش‌سیٛزلیٛق) 
    - ‌ اتوزاوبه (Otuzoba / اوْتوُزاوْبا)
    - آسوده‌لیق (Asudalyk / آسوُدالیٛق)
    - آلتین‌صحرا (Altyn sähra / آلتیٛن‌صأحرا)
    - دیار (Diýar / دییار)
    - روح‌بلند (Ruhubelent / روُح‌بلنت) ‌
    - مله‌جه (Meleje / مله‌جه)

  - قویان‌آغیز (Guýanagyz / قوُیان‌آغیٛز) ‌
    - آقمان‌یاپ (Akmanýap / آقمان‌یاپ)
    - قویان‌آغیز (Guýanagyz / قوُیان‌آغیٛز) ‌

  - قوانچ آتامدوف (Guwanç Atamädow adyndaky / قوُوانچ آتامأدوف آدیٛنداقیٛ)
    - بوزه‌جی (Bozajy / بوْزاجیٛ)
    - بیرلشلیک (Birleşik / بیرلشلیک)
    - صحبت (Söhbet / صؤحبت)
    - گوبک‌لی‌اوی (Göbeklioý / گؤبک‌لی‌اوْی)

  - مدنیت (Medeniýet / مدنییت) 
    - ‌ آلتین‌توپراغ (Altyn toprak / آلتیٛن توْپراق)
    - آلتین‌زمان (Altyn zaman / آلتیٛن‌زامان)
    - باغ‌چیلر (Bagçylar / باغ‌چیٛلار)
    - قوت (Kuwwat / قوُوّات)
    - مدنیت (Medeniýet / مدنییت)